# Suzi Barbosa
Suzi Carla Barbosa (5 de julho de 1973) é uma política da Guiné-Bissau, membro do parlamento e coordenadora do Comité de Mulheres Parlamentares da Guiné-Bissau.

## Carreira
Suzi Barbosa é defensora da participação das mulheres nos assuntos políticos nacionais da Guiné-Bissau. Barbosa fez parte do movimento feminista de mulheres da região de Bafatá que se reusaram a votar em eleições em que não houvessem mulheres nas listas. Barbosa referiu que "a Guiné-Bissau tem uma população composta principalmente por mulheres e é muito triste ver que elas não têm as mesmas oportunidades que os homens, especialmente em posições de decisão, e que se tivessem talvez a situação do país em termos de estabilidade fosse diferente”.
Barbosa foi delegada na primeira conferência do Círculo de Mulheres da Assembleia Nacional, na cidade de Quebec, em 2017, composta por políticas de países de língua francesa, que se reuniram para desenvolverem mais capacidades para as líderes mundiais do género feminino.
Em 2016, assumiu a Secretaria de Estado para Cooperação Internacional e Comunidades da Guiné-Bissau.

Em 3 de julho de 2019, Barbosa foi empossada Ministra das Relações Exteriores. 